# Холл, Урсула
Урсу́ла Хо́лл (нем. Ursula Holl; род. 26 июня 1982, Вюрцбург, Бавария) — немецкая футболистка, выступавшая на позиции вратаря, позже — тренер вратарей клуба «Байер 04». Выступала за сборную Германии. Чемпион мира (2007), двукратный чемпион Европы (2005, 2009), бронзовый призёр летних Олимпийских игр (2008).

## Карьера

### Клубная
С 2000 года Урсула Холл выступала поочерёдно за «Франкфурт» (команда при одноимённом мужском клубе) и «Франкфурт» (бывший «Праунхайм»). В период с 2000 по 2007 годы завоевала титулы обладателя Кубка УЕФА (2001/02, 2005/06), четырёхкратного чемпиона Германии (2000/01, 2001/02, 2002/03, 2006/07) и четырёхкратного обладателя Кубка Германии (2000/01, 2001/02, 2002/03, 2006/07). В 2007 году перешла в состав футбольного клуба «Бад-Нойенар», а в 2009 — в «Дуйсбург 2001». Завершила профессиональную карьеру игрока в ЖФК «Эссен-Шёнебек».

### В сборной
9 марта 2007 года дебютировала в составе основной национальной сборной в матче против Франции. Последний матч провела 28 октября 2010 года против сборной Австралии. В составе сборной стала чемпионат мира (2007), двукратным чемпионом Европы (2005, 2009), бронзовым призёром Олимпийских игр (2008).

## Достижения

### Командные
«Франкфурт»
- Кубок УЕФА: победитель (2) 2001/02, 2005/06
- Чемпионат Германии: чемпион (4) 2000/01, 2001/02, 2002/03, 2006/07
- Кубок Германии: победитель (4) 2000/01, 2001/02, 2002/03, 2006/07

«Дуйсбург 2001»
- Чемпионат Германии: серебряный призёр 2009/10
- Кубок Германии: победитель 2009/10

В сборной
- Чемпионат мира: победитель 2007
- Чемпионат Европы: победитель (2) 2005, 2009
- Олимпийские игры: бронзовый призёр 2008

### Индивидуальные
- Серебряный лавровый лист[2]
- Орден «За заслуги перед землёй Северный Рейн-Вестфалия»[5]

## Личная жизнь
18 июня 2010 года в Кёльне сыграла свадьбу со своей подругой Кариной.